# هو اون بیول

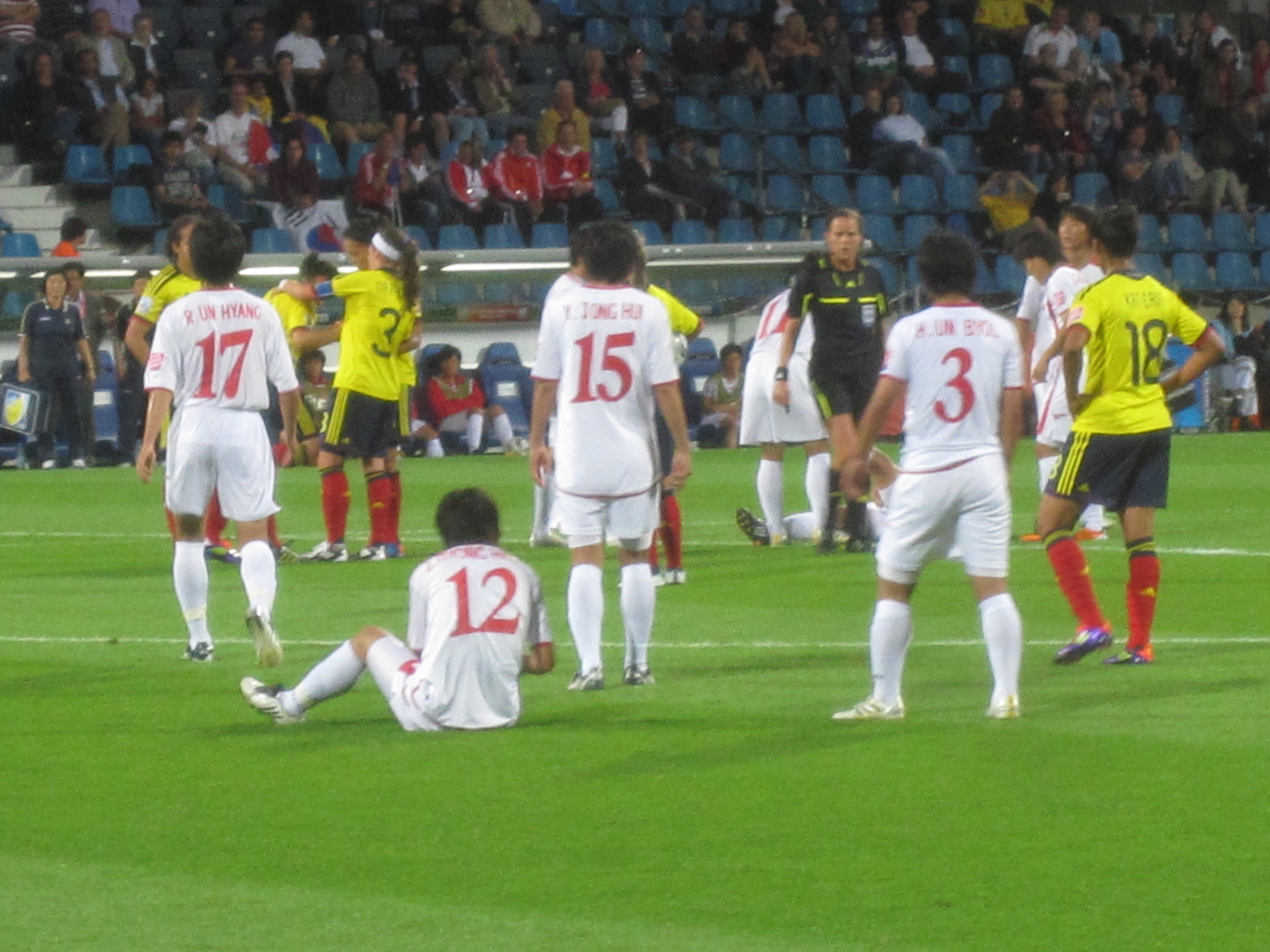
هو اون بیول با پیراهن شماره 3

هو اون بیول (کره‌ای: 허은별؛ زادهٔ ۱۹ ژانویهٔ ۱۹۹۲) بازیکن فوتبال اهل کره شمالی است.
از باشگاه‌هایی که در آن بازی کرده‌است می‌توان به باشگاه فوتبال ۲۵ آوریل اشاره کرد.
وی همچنین در تیم ملی فوتبال زنان کره شمالی بازی کرده‌است.